# Velika Promina
Velika Promina är ett berg i Kroatien.   Det ligger i länet Šibenik-Knins län, i den södra delen av landet, 210 km söder om huvudstaden Zagreb. Toppen på Velika Promina är 1 137 meter över havet, eller 813 meter över den omgivande terrängen. Bredden vid basen är 20,0 km. Velika Promina ingår i Promina.
Terrängen runt Velika Promina är huvudsakligen kuperad, men västerut är den platt. Runt Velika Promina är det glesbefolkat, med 15 invånare per kvadratkilometer. Närmaste större samhälle är Knin, 13,5 km norr om Velika Promina. Trakten runt Velika Promina består till största delen av jordbruksmark.